# Enrique Enríquez Pimentel
Enrique Enríquez Pimentel, también llamado Enrique Enríquez Pimentel y Guzmán, (Madrid, c. 1600-Madrid, 29 de junio de 1663) fue un noble y hombre de estado español, I conde de Villada y V marqués de Távara

## Familia
Era hijo de Antonio Pimentel y Álvarez de Toledo, IV marqués de Távara, caballero de la Orden de Alcántara, gentilhombre de cámara de Felipe III, virrey y capitán general de Valencia, y de Isabel de Moscoso y Sandoval, hija de Lope de Moscoso Osorio, V conde de Altamira, y de su esposa Leonor de Sandoval y Rojas.
Casó en primeras nupcias con Francisca de Córdoba y Rojas, hija de Luis Fernández de Córdoba Cardona de Aragón y Recquesens, VIII conde de Cabra, VIII vizconde de Iznájar, VI duque de Sessa, IV duque de Baena, V duque de Soma, VII conde de Palmós, VI conde de Trivento, etc., y de su primera esposa Mariana de Rojas, IV marquesa de Poza. En segundas nupcias, casó en Madrid (San Martín) el 16 de agosto de 1652 con Antonia Hurtado de Mendoza y Moscoso de Osorio (m. 1652), hija de Lope de Moscoso y Hurtado de Mendoza, IV marqués de Almazán, VIII conde de Monteagudo de Mendoza, y de Juana de Rojas y Córdoba, VI marquesa de Poza. Sin sucesión de este su segundo matrimonio. Contrajo un tercer matrimonio con Ana Francisca de Borja Centelles Doria y Colonna, hija de Francisco de Borja Aragón y Centelles Doria, VIII duque de Gandía, IV marqués de Lombay, VIII conde de Oliva y de Artemisia Doria, hija de Andrea II Doria VII príncipe di Melfi. Le sucedió, de su primer matrimonio, su hija, Ana María Pimentel y Córdoba (m. 16 de marzo de 1686), II condesa de Villada y VI marquesa de Távara, quien fue la tercera esposa de Francisco Fernández de Córdoba Cardona y Recquesens, X conde de Cabra, VIII duque de Sessa, etc.

## Vida
Fue creado I conde de Villada por el rey Felipe IV el 26 de mayo de 1625,   y, a la muerte de su padre en 1627, heredó el título de marqués de Távara y le sucedió también brevemente como presidente interino del reino de Sicilia.
Caballero de la orden de Alcántara, gentilhombre de cámara de Felipe IV y ministro de su consejo de guerra, fue sucesivamente virrey de Navarra y de Aragón en 1641, capitán general de Castilla la Vieja y después de Galicia durante la guerra de Portugal y gobernador del Consejo de Órdenes desde 1655 hasta su muerte.
| Predecesor: Francisco María Carrafa                   | Virrey de Navarra Junio - noviembre de 1641                      | Sucesor: Sebastián Suárez de Mendoza       |
| Predecesor: Antonio Enríquez de Porres                | Virrey de Aragón Noviembre - diciembre de 1641                   | Sucesor: Gian Giacomo Teodoro Trivulzio    |
| Predecesor: Agustín Spinola                           | Gobernador y capitán general de Galicia Diciembre de 1643 - 1645 | Sucesor: Guillén Ramón de Moncada y Castro |
| Predecesor: Antonio Sancho Dávila de Toledo y Colonna | Presidente del Consejo de Órdenes Agosto de 1655 - junio de 1663 | Sucesor: Duarte Fernando Álvarez de Toledo |